# علي التميمي (ممثل)
علي التميمي فنان وممثل ومخرج وشاعر إماراتي بدأ المجال الفني عام 1973 حين انضم إلى الدورات في وزارة الإعلام والثقافة ليتحق بعدها بالإذاعة عام 1975 كما شارك في بعض الأعمال التلفزيونية في دولة الإمارات العربية المتحدة ودول الخليج وبعض الدول العربية.

## أعماله

### المسلسلات التلفزيونية
- مسلسل شبيه الريح
- مسلسل واتس أب أكاديمي
- مسلسل أبو الملايين
- مسلسل أبو جانتي ملك التاكسي
- مسلسل سليم ودستة الحريم
- مسلسل دروب المطايا
- مسلسل حنة و رنة
- مسلسل عمى ألوان
- مسلسل عفوا سيدي الوالد
- مسلسل قمر البر والبحر
- مسلسل الطواش
- مسلسل بنت صوغان
- مسلسل علاء الدين

### البرامج
- برنامج سلامتك

### في السينما
- فيلم بني آدم

### الأعمال التي أخرجها
- مسلسل  السر في بير